# Moulton, Alabama
Moulton là một thành phố thuộc quận Lawrence, tiểu bang Alabama, Hoa Kỳ. Dân số năm 2009 là 3234 người, mật độ đạt 208 người/km².